# EP u dvoranskom hokeju 1976.
Europsko prvenstvo u dvoranskom hokeju za muške 1976. se održalo u Nizozemskoj, u Arnhemu.

## Sudionici
Sudionici su bili Austrija, Belgija, Francuska, Nizozemska, SR Njemačka i Škotska.

## Konačna ljestvica
| Mj. | Država      |
| --- | ----------- |
| 1.  | SR Njemačka |
| 2.  | Belgija     |
| 3.  | Nizozemska  |
| 4.  | Škotska     |
| 5.  | Austrija    |
| 6.  | Francuska   |

Naslov europskog prvaka je osvojila SR Njemačka.